# هور العدل
هور العدل وهو أحد الأهوار في العراق في الناصرية يبدأ من ناحية الطار التابعة إلى قضاء سوق الشيوخ إلى ناحية الفهود ويتغذى من أيسر نهر الفرات وتوجد فيه أنواع من الطيور دجاج الماء والنورس وتوجد فيه أنواع من الأسماك البني والزوري أبو الحكم وكذلك توجد فيه بعض النباتات المائية مثل القصب والبردي.